# José María Sánchez Rodilla
José María Sánchez Rodilla (Fuentes de Béjar, Salamanca, 10 d'octubre de 1940), va ser un futbolista castellanolleonès, que va destacar de davanter pel seu olfacte golejador i per la seva lluita.

## Trajectòria
Va debutar a primera divisió amb el Reial Valladolid. El 1964 va fitxar pel RCD Espanyol juntament amb Alfredo Di Stéfano. Amb el club perico va integrar la davantera coneguda com "Els 5 dofins", junt amb Carmelo Amas, Marcial Pina, Cayetano Re i José María.
Es dona la circumstància que durant la seva etapa al conjunt castellanolleonès, va marcar el gol que certificava el primer descens del RCD Espanyol.